# PowerPC 970
PowerPC 970 — последний процессор из семейства PowerPC, который был использован в компьютерах семейства Apple Macintosh. Apple называет этот процессор PowerPC G5.
IBM так и не смогла предоставить Apple мобильную версию данного процессора. В результате в ноутбуках компании Apple использовались более старые чипы — PowerPC G4. Для того чтобы не отстать от конкурентов, Apple в 2005 году объявила о переходе на процессоры Intel.

## Процессоры

### PowerPC 970
PowerPC 970 был анонсирован в октябре 2002 года. Он изготавливался по 130 нм техпроцессу, работал на частотах от 1,4 до 1,8 ГГц и содержал 58 млн. транзисторов. Процессор, работающий на частоте 2 ГГц, выпущен в 2003 году. Процессор имел 512 КБ кэша второго уровня и тактовые частоты от 1,6 до 2,0 ГГц. FSB работала на половине тактовой частоты процессора.
IBM выпустила свой первый блейд-сервер с этим процессором PowerPC 970, BladeCenter JS20, в ноябре 2003 года.

### PowerPC 970FX

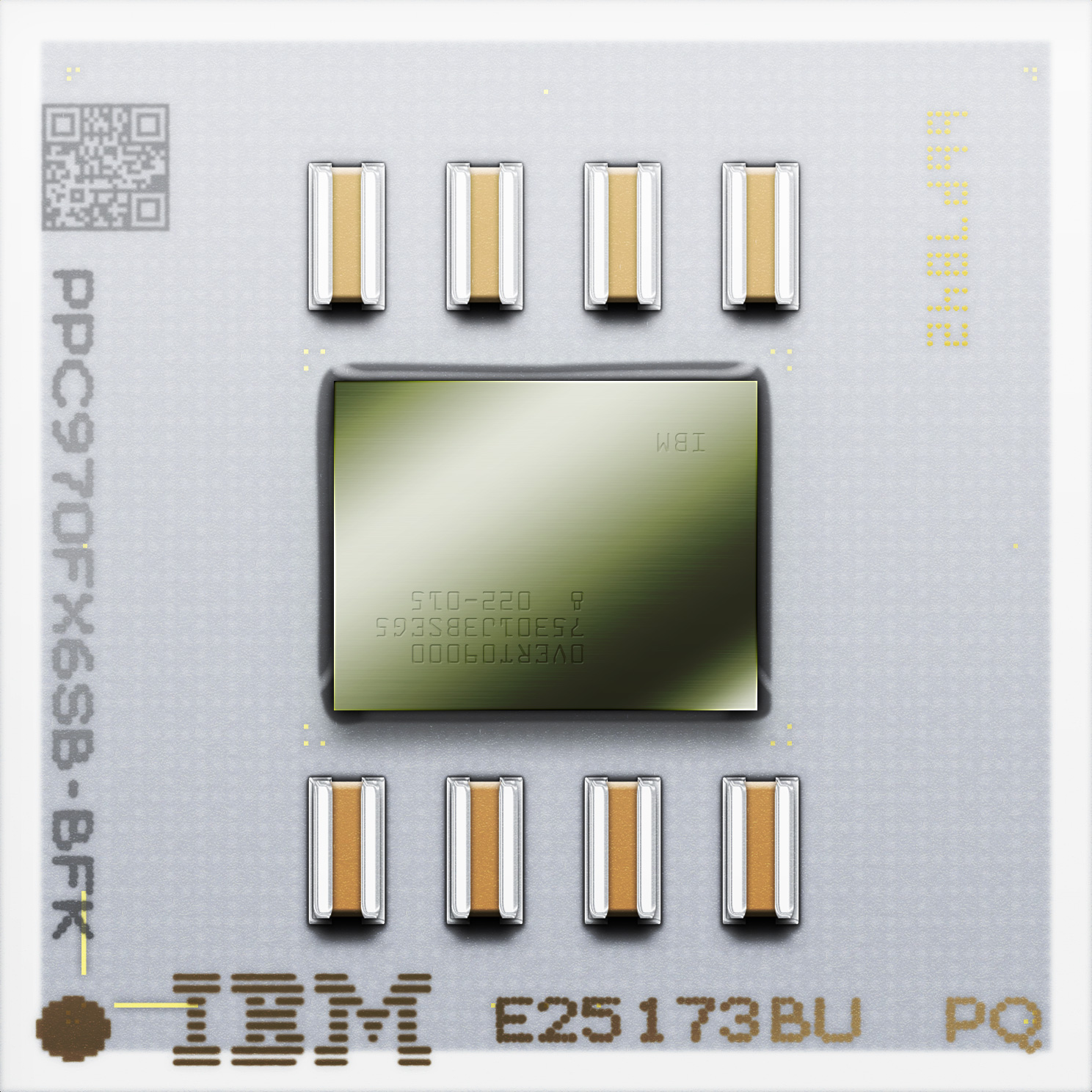
Меньший по размерам матрицы PowerPC 970FX.

PowerPC 970FX, вышедшие в 2003 году, имели частоту от 1,6 до 2,7 ГГц. Они изготавливались по 90 нм техпроцессу, что позволило уменьшить тепловыделение по сравнению с PowerPC 970. Они также обладали 512 КБ кэш-памяти второго уровня.
В течение 2004 года Apple выпускала свои компьютеры на базе 970FX: Xserve G5 в январе, Power Mac G5 в июне и iMac G5 в августе. В Power Mac G5 была достигнута максимальная тактовая частота 2,5 ГГц с жидкостным охлаждением (в конечном итоге в апреле 2005 года она достигла 2,7 ГГц). В iMac шина FSB работала на одной трети тактовой частоты процессора.
Рыночный спрос на более быстрый процессор для ноутбуков, чем G4, был очень высок, но Apple так и не выпустила PowerBook с процессором серии G5. Оригинальный 970 потребляет слишком много энергии и никогда всерьез не рассматривался в качестве кандидата на роль процессора ноутбука. Модель 970FX снизила расчетную тепловую мощность примерно до 30 Вт при частоте 1,5 ГГц, что заставило многих пользователей поверить в возможность появления PowerBook G5.
Однако ряд препятствий помешал использовать даже 970FX в ноутбуках. При частоте 1,5 ГГц G5 был ненамного быстрее старых процессоров G4 с тактовой частотой 1,5 и 1,67 ГГц. Кроме того, чипы северного моста для новых процессоров не были предназначены для портативных компьютеров и потребляли слишком много энергии. Наконец, у 970FX были недостаточные функции энергосбережения. Его минимальная мощность (в режиме ожидания) была слишком высокой, что привело бы к низким показателям времени автономной работы ноутбука.

### PowerPC 970MP

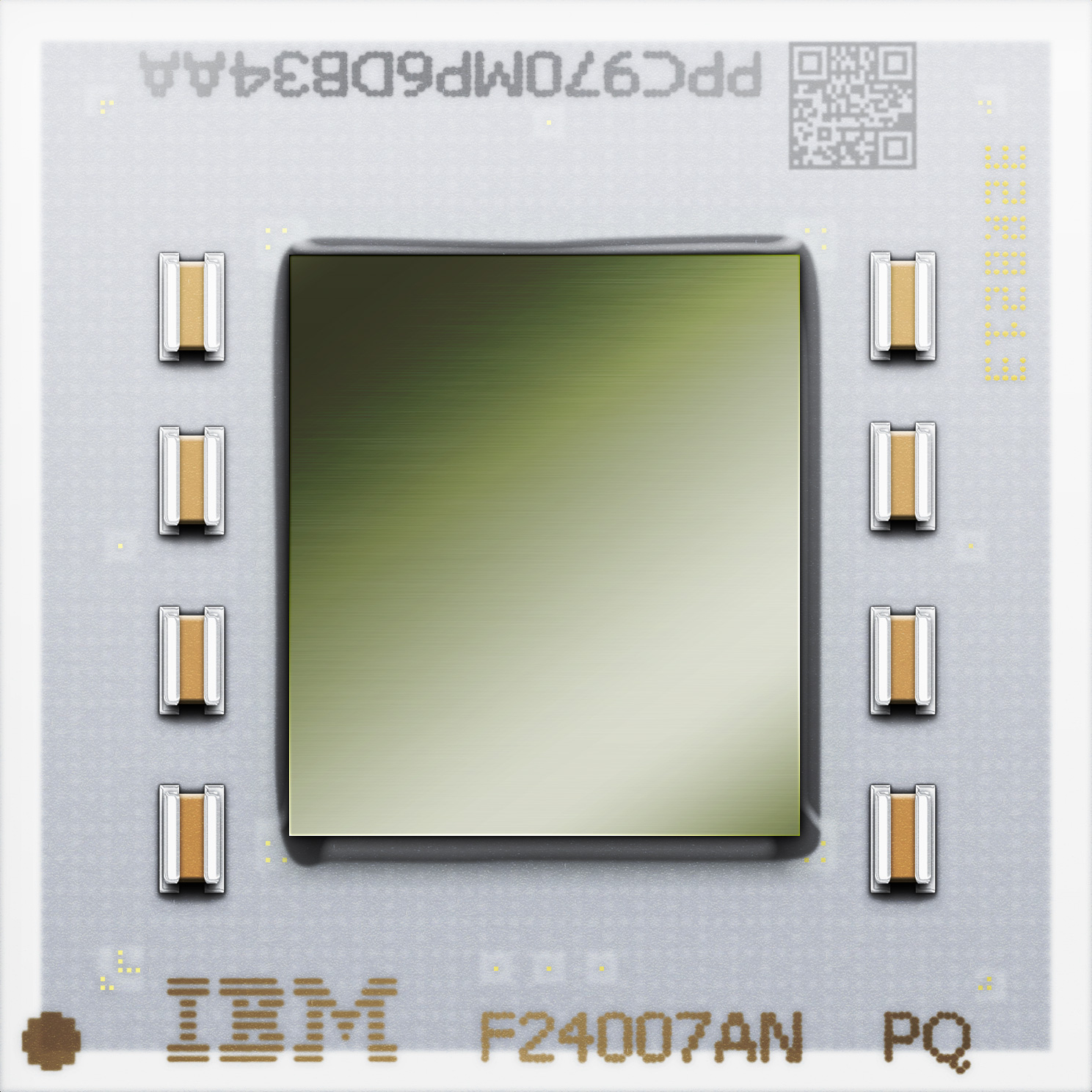
Вид PowerPC 970MP

PowerPC 970MP, вышедший в 2005 году, - двухъядерный процессор, имел частоту от 2 ГГц до 2,5 ГГц. Сначала выпускался по 90 нм, а в конце — по 65 нм техпроцессу. Этим процессором оснащались последние компьютеры Power Mac G5.
IBM представила PowerPC 970MP под кодовым названием Antares 7 июля 2005 года на форуме Power Everywhere в Токио.
970MP является двухъядерной модификацией 970FX с тактовой частотой от 1,2 и 2,5 ГГц и максимальной потребляемой мощностью 75 Вт при частоте 1,8 ГГц и 100 Вт при частоте 2,0 ГГц. Каждое ядро имеет 1 МБ кэш-памяти второго уровня, что в два раза больше, чем в 970FX. Как и 970FX, этот чип был произведен по технологическому процессу 90 нм. Когда одно из ядер бездействует, оно входит в состояние «сна» и выключается. 970MP также включает разделы и функции виртуализации.
Этот процессор заменил 970FX в дорогих компьютерах Power Mac G5, в то время как в iMac G5 и PCI-X Power Mac G5 продолжали использоваться процессор PowerPC 970FX. PowerPC 970MP используется в серверных блэйд-модулях JS21 от IBM, а также в рабочих станциях IBM IntelliStation POWER 185 и YDL Powerstation.
Из-за высокой потребляемой мощности IBM прекратила выпуск процессоров, работающих на частотах выше 2,0 ГГц.

### PowerPC 970GX

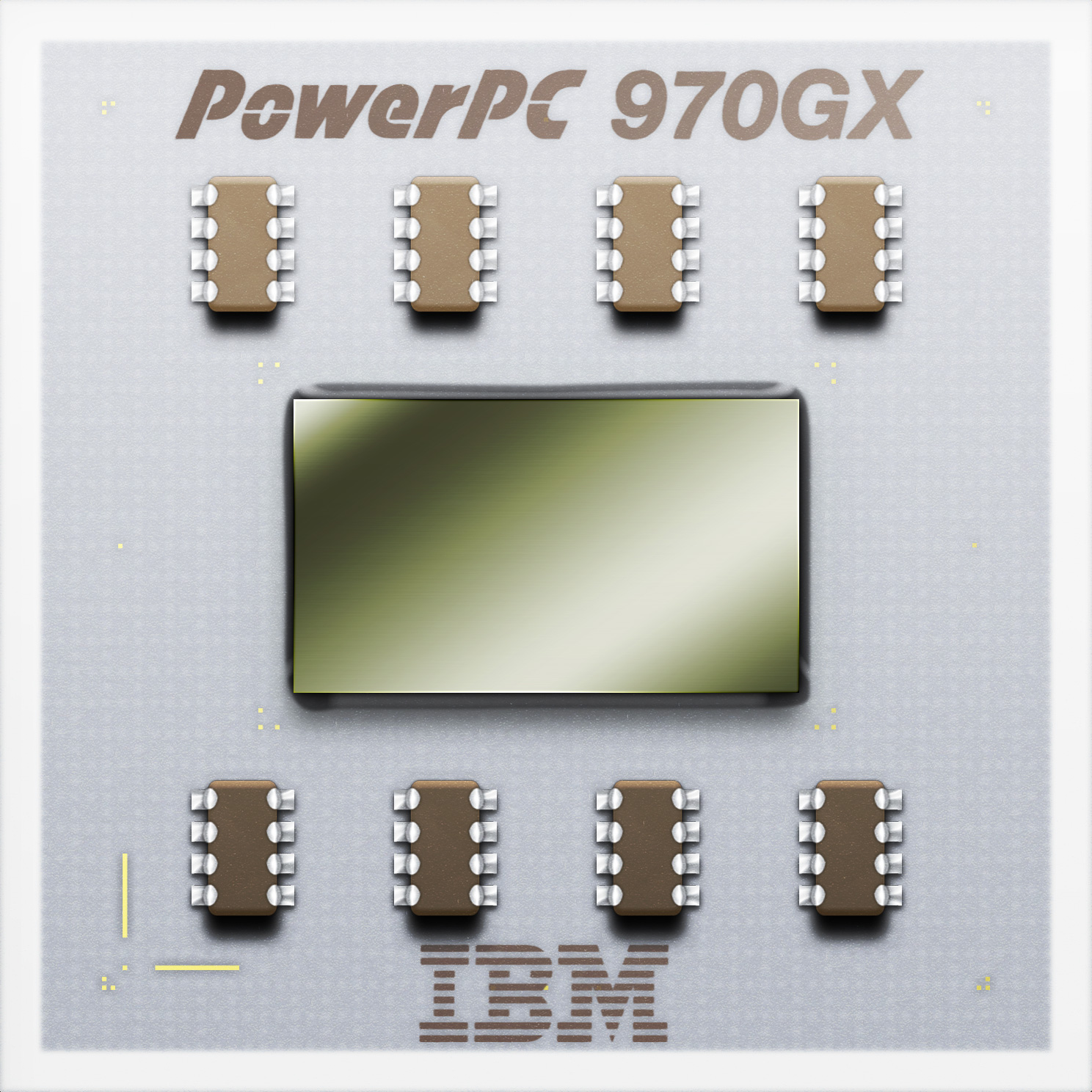
Вид PowerPC 970GX

PowerPC 970GX под кодовым названием Antares SP является одноядерной версией 970MP. Процессор имел 1 МБ кэш-памяти второго уровня, как и у старшего собрата.
Процессор был анонсирован, но так и не был использован ни в одном компьютере.

## Северный мост
Есть два основных северных моста для компьютеров с процессором PowerPC 970, производимые IBM:
- CPC925 — дизайн Apple U3 или U3H (с поддержкой ECC-памяти). Он способен поддерживать до двух PowerPC 970 или PowerPC 970FX и имеет две однонаправленные шины по 550 МГц, 400 МГц контроллер DDR-памяти, x8 AGP и 400 МГц 16-битный HyperTransport туннель. Изготовлен по техпроцессу 130 нм. Кроме того, была не выпущенная версия северного моста U3Lite для PowerBook G5, который так и не вышел на рынок.
- CPC945 — дизайн IBM U4. Он способен поддерживать два PowerPC 970MP и имеет две 625 МГц однонаправленные шины процессора, два контроллера памяти, которые поддерживают до 64 ГБ 533 МГц DDR2 SDRAM с возможностью ECC и имеет x16 PCIe и 16-битную шину HyperTransport 800 МГц. Изготовлен по 90 нм техпроцессу.
- Разрабатывался мост CPC965. Намеченный к выпуску в 2007 году, он должен был быть однопроцессорным. Его характеристиками были контроллер 533 МГц DDR2, поддерживающий до 8 Гб ECC памяти, PCIe 8x шина, встроенные четыре порта Gigabit Ethernet с IPv4 TCP / UDP offloading, USB-порты 2.0, Flash-interface. Северный мост должен был содержать интегрированное ядро PowerPC 405, чтобы обеспечить управление системой и возможности конфигурации.